# Neil Druckmann
Neil Druckmann (hebreo: ניל דרוקמן; Tel Aviv, 5 de diciembre de 1978) es un escritor, director creativo, guionista y programador de videojuegos israelí-estadounidense, y copresidente de Naughty Dog, conocido por su trabajo en The Last of Us y Uncharted 4: A Thief's End. Nació y se crio hasta la edad de 10 años en Israel, donde sus experiencias con el entretenimiento influirían en sus técnicas de narración. Estudió ciencias de computación en Carnegie Mellon University, antes de buscar un trabajo en la industria de los videojuegos.
Druckmann en su primer trabajo en la industria de los videojuegos fue como interno en Naughty Dog. En el 2004 ejerció como programador para Jak 3 y Jak X: Combat Racing, antes de ser diseñador de los juegos Uncharted: Drake's Fortune y Uncharted 2: Among Thieves. Luego fue elegido para dirigir en The Last of Us como director creativo, el papel que continuó desempeñando también con el desarrollo de Uncharted 4: A Thief's End. Para agregar. Druckmann también escribe Comic Books. Él trabajó en el cómic Uncharted: Eye of Indra, antes de la creación de su propia novela gráfica A Second Chance at Sarah. Luego coescribió The Last of Us: American Dreams con el artista Faith Erin Hicks, y actualmente está trabajando en la adaptación del videojuego original, a la serie The Last of Us, para la compañía HBO y recientemente ha finalizado el videojuego The Last of Us Part II exclusivo de la consola PlayStation 4 por parte de la compañía Naughty Dog.
El 9 de marzo de 2018, Naughty Dog anunció el nombramiento de Neil Druckmann como su nuevo vicepresidente. Tiempo después, el 4 de diciembre de 2020, Evan Wells, presidente del Naughty Dog, anunció que Druckmann pasaría a ser copresidente del estudio.

## Videojuegos
| Año  | Título                            | Rol                          |
| ---- | --------------------------------- | ---------------------------- |
| 2004 | Jak 3                             | Programador                  |
| 2005 | Jak X: Combat Racing              | Programador                  |
| 2007 | Uncharted: Drake's Fortune        | Diseñador, guionista         |
| 2009 | Uncharted 2: Among Thieves        | Diseñador jefe, guionista    |
| 2009 | Jak and Daxter: The Lost Frontier | Diseñador de la narrativa    |
| 2013 | The Last of Us                    | Director creativo, guionista |
| 2014 | The Last of Us: Left Behind       | Director creativo, guionista |
| 2016 | Uncharted 4: A Thief's End        | Director creativo, guionista |
| 2017 | Uncharted: The Lost Legacy        | Jefe de narrativa            |
| 2020 | The Last of Us Part II            | Director creativo, guionista |